# Мотовилов, Георгий Иванович
Гео́ргий Ива́нович Мотови́лов (28 июня 1892 или 16 [28] июня 1894, Москва — 14 июня 1963, Москва) — русский советский скульптор. Лауреат Сталинской премии первой степени (1950).

## Биография
Родился 16 (28 июня) 1892 года в семье главного хирурга Екатерининской больницы. В 1913 году окончил 7-ю Московскую гимназию с серебряной медалью, а затем медицинский факультет Московского университета.
В юношеские годы занимался скульптурой у С. М. Волнухина, автора памятника первопечатнику Ивану Фёдорову. В 1918 году поступил во ВХУТЕМАС, где учился у С. Т. Конёнкова.
За работу «Металлург» в 1937 году получил золотую медаль на Всемирной выставке в Париже.
В период войны — в Алатыре.
Вошёл в историю изобразительного искусства как мастер рельефа. Оформил московские станции метро:
- «Электрозаводская»,
- «Новокузнецкая»,
- «Смоленская»,
- «Проспект Мира»,
- «Парк культуры»,
- «Октябрьская»,
- «Комсомольская».

Автор памятников:
- А. Н. Толстому в Москве,
- М. И. Кутузову в Смоленске,
- Н. А. Некрасову в Ярославле,
- А. П. Чехову в Ялте,
- генералу П. В. Волоху в Изюме.

С 1945 по 1963 год заведовал кафедрой скульптуры в МВХПУ.
Создал школу монументально-декоративной скульптуры.

Могила Мотовилова на Новодевичьем кладбище

Умер 14 июня 1963 года. Похоронен в Москве на Новодевичьем кладбище (участок № 8).

## Награды и премии
- Сталинская премия первой степени (1950) — за скульптурные барельефы «В. И. Ленин и И. В. Сталин — основатели и руководители Советского государства» (с соавторами) и скульптурные работы в интерьерах станции «Калужская» (с 1961 года «Октябрьская»-кольцевая) Московского метрополитена имени Л. М. Кагановича
- орден Трудового Красного Знамени

## Скульптурное убранство сооружений. Синтез искусств
- Арка главного входа ВСХВ (1939 г.; ныне Северный вход, арх. Л. М. Поляков).
- Рельефы на арке проезда жилого дома в Глинищевском пер. в Москве, арх. В. Н. Владимиров, Г. И. Луцкий.
- Скульптура (так наз. «Балерина») на башне жилого дома на углу ул. Горького (д. 17) и Тверского бульвара (1940 г.; арх. А. Г. Мордвинов; снята в 1958 г.);
- Станция метрополитена «Электрозаводская» (1944 г.; арх. В. Г. Гельфрейх, И. Е. Рожин);
- Станция метрополитена «Новокузнецкая» (1944 г.; наземный вестибюль: арх. В. Г. Гельфрейх, И. Е. Рожин);
- Станция метрополитена «Калужская» (1950 г., с 1961 г. «Октябрьская»-кольцевая, арх. Л. М. Поляков; архитектура станции удостоена Сталинской премии);
- Станция метрополитена «Парк Культуры»-кольцевая, наземный вестибюль (1950 г.; арх. И. Е. Рожин);
- Станция метрополитена «Ботанический сад» (1952 г.; с 1966 г. — «Проспект Мира», арх. В. Г. Гельфрейх, М. А. Минкус);
- Станция метрополитена «Комсомольская» — кольцевая, наземный вестибюль (1952 г.; арх. А. В. Щусев, В. Д. Кокорин, А. Ю. Заболотная);
- Станция метрополитена «Смоленская» (1953 г.; арх. И. Е. Рожин);
- Московский государственный университет на Ленинских горах. Рельефы и фриз на фронтоне.
- Волго-Донской судоходный канал им. В. И. Ленина (1950—1952 гг.; руководитель арх. Л. М. Поляков; соавторы: С. М. Бирюков, Г. Г. Борис, С. В. Демидов, А. Я. Ковалев, В. В. Мусатов, М. В. Паньков, А. Г. Рочегов, Ф. Г. Топунов, Р. А. Якубов; инженеры: С. Я. Жук, В. А. Марсов, А. Г. Осколков, Н. В. Шахов). Руководитель коллектива создателей скульптурного убранства (в частности, конных статуй «Казаки» на башнях шлюза № 15).

## Памятники
- памятник генерал-лейтенанту Волоху П. В. в г. Изюме Харьковской обл. (1950 г.; арх. Л. М. Поляков),
- памятник Чехову А. П. в Ялте (1953 г.; арх. Л. М. Поляков);
- памятник «Речник и Рабочий» в Волгодонске (1953 г.);
- памятник «Казаки» в Волгодонске (1953 г.);
- памятник Кутузову М. И. в Смоленске (1954 г.; арх. Л. М. Поляков);
- памятник на могиле Н. А. Морозова в пос. Борок Некоузского р-на Ярославской обл. (1954 г.);
- памятник А. Н. Толстому в Москве у Никитских ворот (1958 г.; арх. Л. М. Поляков);
- памятник Н. А. Некрасову в Ярославле на Волжской наб. (1958 г.; арх. Л. М. Поляков)
- Монумент в честь первых боёв Красной армии в Пскове в Крестах (открыт 23 февраля 1969 г.)[4]

Барельеф памятника Некрасову

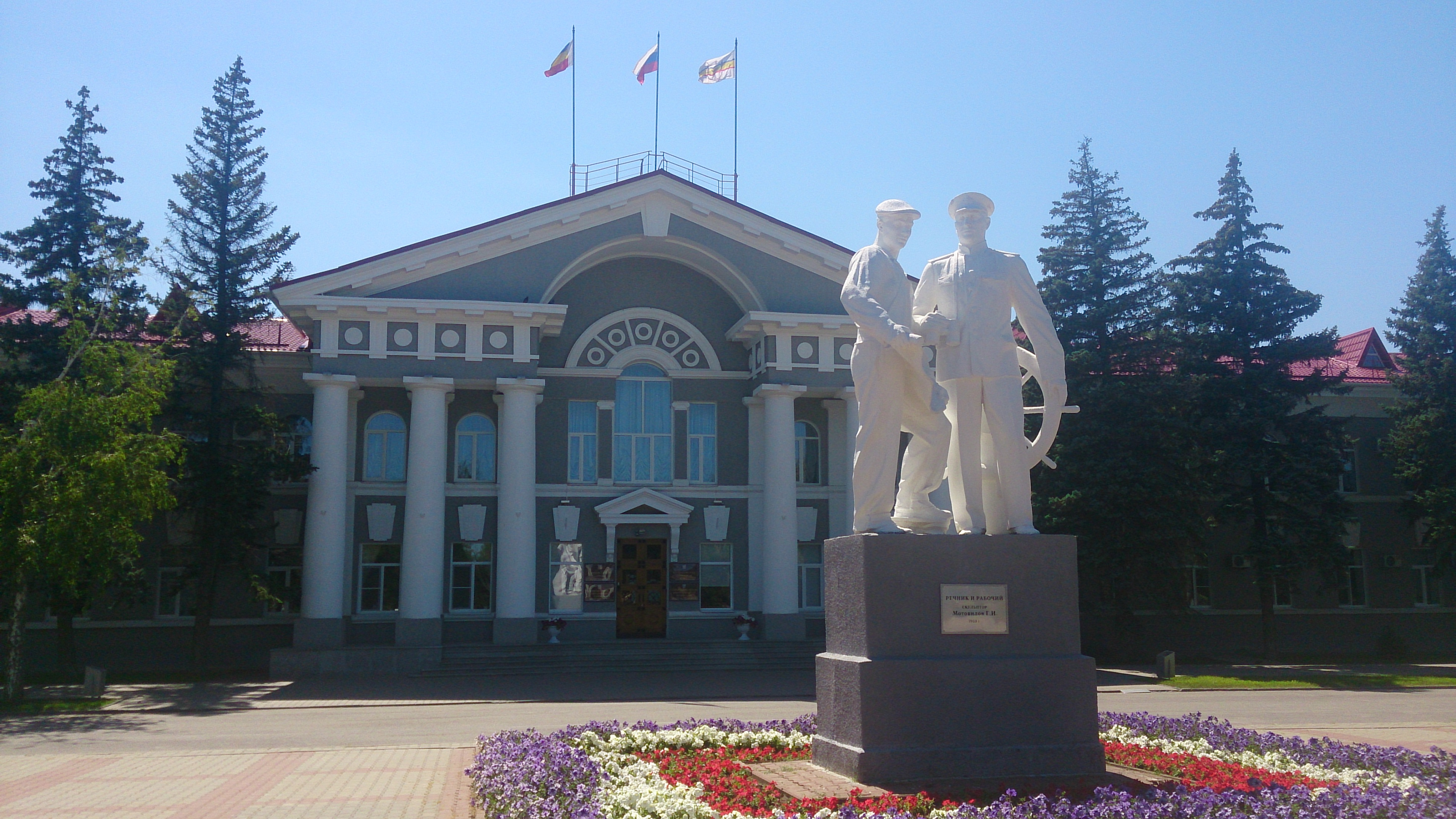
Волгодонск. Памятник «Речник и Рабочий»
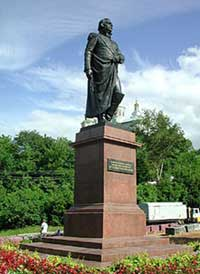
Смоленск. Памятник Кутузову
Псков. Монумент в честь первых боёв Красной армии

## Памятники-бюсты
- памятник-бюст А. П. Чехову в Мелихово (1951; арх. Л. М. Поляков);
- памятник-бюст А. Н. Островскому в Москве (1954; арх. Л. М. Поляков);
- памятник-бюст дважды Герою Советского Союза А. П. Белобородову в Иркутске (1953; арх. Л. М. Поляков);
- памятник-бюст дважды Герою Советского Союза К. А. Евстигнееву в г. Шумиха Курганской обл. (арх. Л. М. Поляков);
- памятник-бюст Герою Советского Союза Е. В. Михайлову в пос. Идрица Псковской обл. (1955 г.; арх. Л. М. Поляков)[5]

## Надгробные памятники
- надгробный памятник А. Н. Толстому на Новодевичьем кладбище в Москве (арх. Л. М. Поляков).
- надгробный памятник И. А. Фомину на Новодевичьем кладбище в Москве (1940 г.; арх. М. А. Минкус).
- надгробный памятник Цанаевой Т. А. на Новодевичьем кладбище в Москве (1948; мрамор)[6][5].
- Надгробие архитектора Д. П. Осипова на Новом Донском кладбище[7]

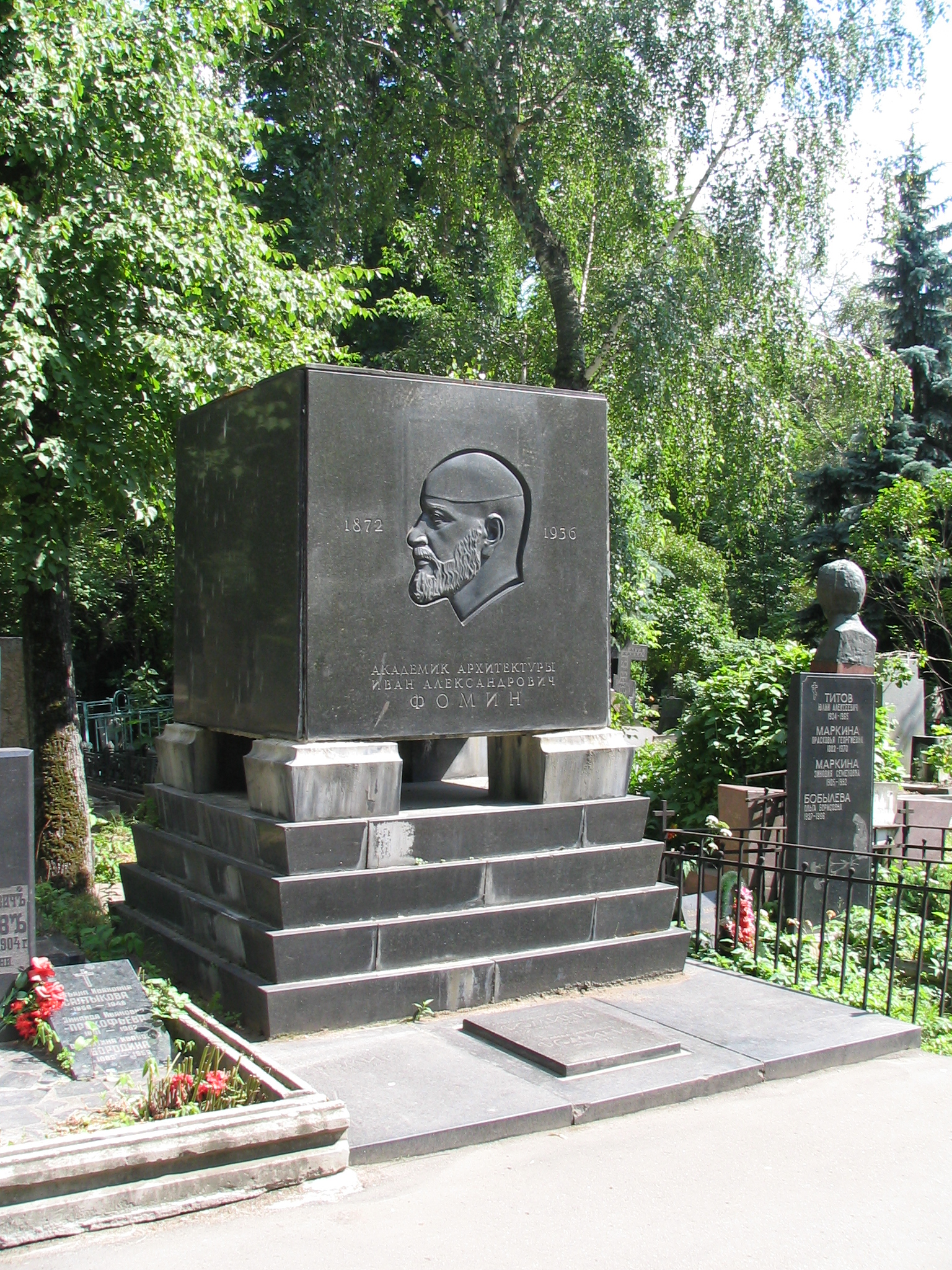
Надгробие И. А. Фомина
Надгробие А. Н. Толстого
Надгробие Т. А. Цанаевой

## Неосуществлённые проекты
- Памятник А. С. Пушкину в Ленинграде (1938—1939; заказной конкурс, II тур);
- Памятник Юрию Долгорукому в Москве (1947, конкурс);
- Памятник М. Ю. Лермонтову в Москве (1956; конкурс)
- Памятник А. С. Пушкину в Ленинграде (1946—1949; заказной конкурс, IV тур).

## Фигуры
- «Металлург» (1936 г.), находится в собрании Государственной Третьяковской Галереи;

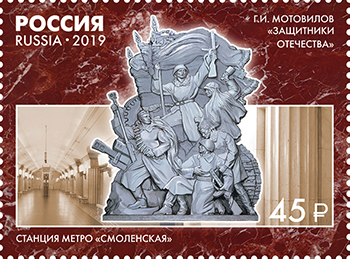
Почтовая марка, 2019 год. Г.И. Мотовилов. «Защитники Отечества», станция метро «Смоленская».

- «Кавказец с саблей» (1937 г.);
- «Девушка у колонны» (1954 г.);
- «Стелла» (1954 г.)

## Скульптурные портреты
- «Колхозник дядя Алёша» (1936 г.);
- Александр Невский (1944 г.);
- А. Б. Салтыков (1950 г.);
- Женский портрет (1950 г.; гипс; в собрании Чувашского государственного художественного музея, г. Чебоксары);
- Н. А. Некрасов (1952 г.);
- М. Р. Габе;
- А. В. Куприн (1955 г.);
- Армянская девушка (1955 г.);
- А. С. Голубкина (1955—1956 гг.);
- Е. Бадигина (1956 г.);
- Р. Куприянова (1956 г.)